# Bouffignereux
Bouffignereux é uma comuna francesa na região administrativa de Altos da França, no departamento de Aisne. Estende-se por uma área de 4,36 km². Em 2010 a comuna tinha 104 habitantes (densidade: 23,9 hab./km²).